# Bombnation
Bombnation ist eine kanadische Crossover- und Thrash-Metal-Band aus Québec, die im Jahr 2007 gegründet wurde.

## Geschichte
Die Band wurde gegen Ende des Jahres 2007 gegründet. Nachdem die ersten Lieder entwickelt worden waren, wurde im Mai 2008 das erste Demo Atomik Animal Annihilation aufgenommen. Im April 2009 erschien das Debütalbum H.A.Z.M.A.T. über Profusion Records. Danach schloss sich im Juni 2010 die Split-Veröffentlichung Crossovered with Rage zusammen mit Blunt Force Trauma über D7I Records und Doomsday Machine Records an. Zudem wurde auch ein Album mit demselben Namen veröffentlicht, wobei die Lieder, die bereits auf der Split-Veröffentlichung enthalten waren, sich darauf befanden und noch durch ein paar Bonuslieder ergänzt wurden.  2014 erschien über PRC Music das Album Night Invasion.

## Stil
Die Band spielt eine Mischung aus Crossover im Stil von Dirty Rotten Imbeciles und Nuclear Assault und Thrash Metal im Stil von Slayer und Destruction.

## Diskografie
- 2008: Atomik Animal Annihilation (Demo, Eigenveröffentlichung)
- 2009: H.A.Z.M.A.T. (Album, Profusion Records)
- 2010: Crossovered with Rage (Split mit Blunt Force Trauma, D7I Records / Doomsday Machine Records)
- 2010: Crossovered with Rage (Album, Eigenveröffentlichung)
- 2014: Night Invasion (Album, PRC Music)